# 1874
1874 (số La Mã: MDCCCLXXIV) là một năm thường bắt đầu vào thứ Năm trong lịch Gregory.

## Sự kiện
- 15 tháng 3 – Triều đình nhà Nguyễn đã ký hòa ước với Pháp, gọi là Hòa ước Giáp Tuất. Hòa ước gồm 22 điều khoản, đáng chú ý là Nam Kỳ hoàn toàn nằm dưới sự bảo hộ của Pháp.

## Sinh
- 25 tháng 4 - Guglielmo Marconi, nhà phát minh người Ý (m. 1937).

## Mất
- 12 tháng 8 – Nguyễn Phúc Miên Nghi, tước phong Ninh Thuận Quận vương, hoàng tử con vua Minh Mạng (s. 1810).